# Psammoclema lamella
Psammoclema lamella är en svampdjursart som först beskrevs av Vacelet, Vasseur och Claude Lévi 1976.  Psammoclema lamella ingår i släktet Psammoclema och familjen Chondropsidae.
Artens utbredningsområde är Madagaskar. Inga underarter finns listade i Catalogue of Life.